# Abtei Otterberg

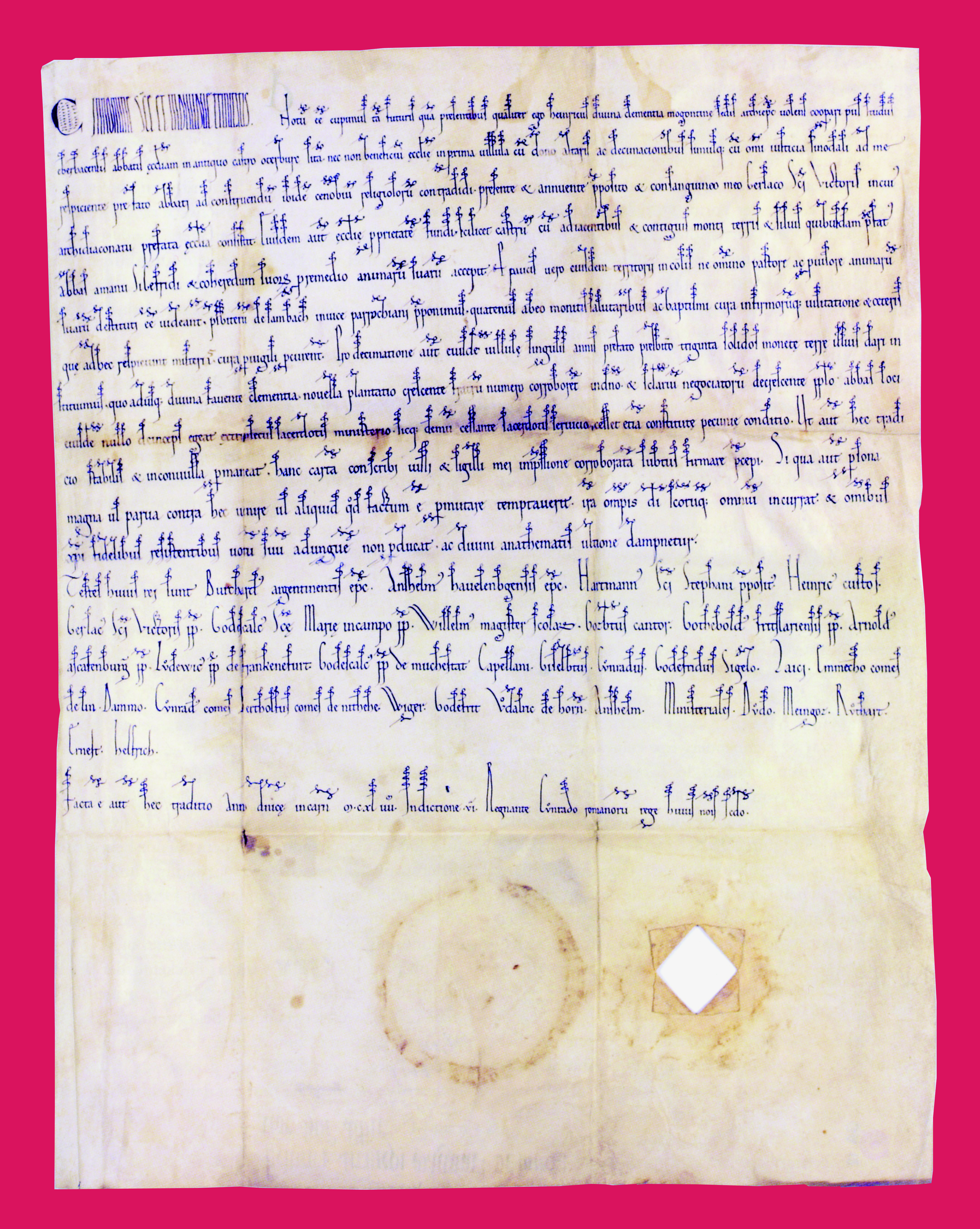
Gründungsurkunde des Klosters Otterberg von 1143, Landesarchiv Speyer: F7, Nr. 12

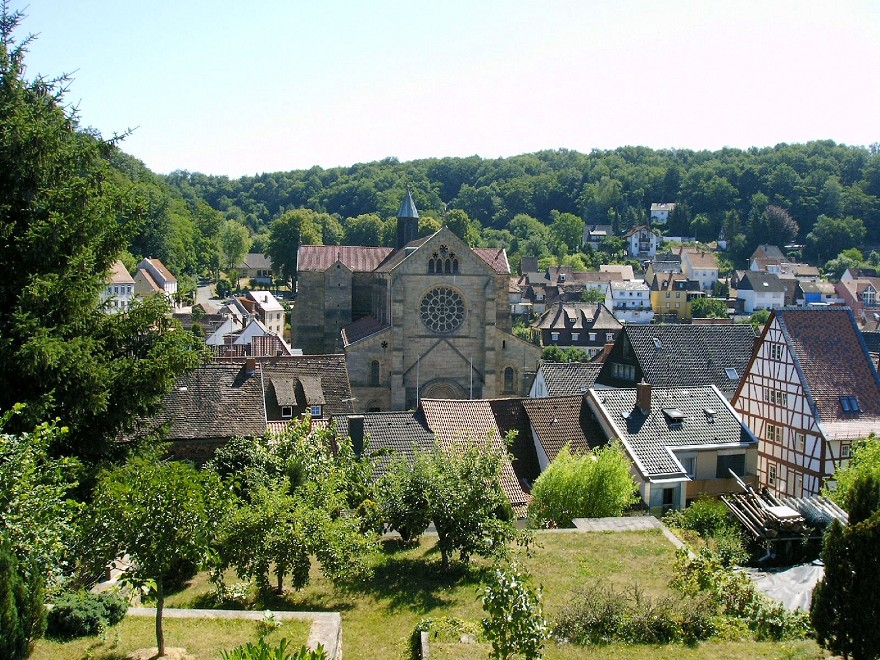
Die Stadt Otterberg, die aus der Abtei entstanden ist, im Mittelpunkt die Abteikirche

Die Abtei Otterberg war eine Zisterzienserabtei, die im Zuge der Reformation unterging. Nur wenige bauliche Reste sind erhalten, darunter die Abteikirche Otterberg. Bis 1603 wurde sie als „Abtei Otterburg“ bezeichnet.

## Geografische Lage
Die Abtei Otterberg lag im Bereich der heutigen Stadt Otterberg im Landkreis Kaiserslautern in Rheinland-Pfalz, etwa 6 km nördlich von Kaiserslautern. Sie wurde am Otterbach errichtet, der sie von Norden nach Süden durchzog und in den hier ein vom Weinbrunnerbach abgeleiteter Mühlkanal mündete.

## Geschichte

### Gründung
Wahrscheinlich 1143 – die Original-Urkunde enthält kein Datum – gründete Graf Siegfried IV. von Boyneburg das Zisterzienserkloster in Zusammenwirken mit dem Mainzer Erzbischof Heinrich I. Er stattete es mit den Ländereien der schon damals abgegangenen Otterburg, einer Höhenburg, aus, die er wohl geerbt hatte und für ihn ein Fernbesitz war. Er widmete die Seelgerätstiftung sich und seiner Familie. Der Erzbischof gab die ihm unterstehende Kirche in der Otterburg hinzu. Das stellte eine eher geringe Ausstattung dar und kann damit zusammenhängen, dass mehr geplant war, aber der Stifter schon ein Jahr nach der Gründung, 1144, verstarb.
1145 entsandte der Abt des Klosters Eberbach die ersten 12 Mönche nach Otterberg. Der erste Abt hieß Stephan. Es war die zweite Tochtergründung des Klosters Eberbach, das selbst eine Filiation der Primarabtei Clairvaux war. Die Mönche nutzten die Otterburg und die dort gelegene Kirche als erstes Kloster und es dauerte Jahrzehnte, bis sie in eine neu errichtete Klosteranlage am Fuß des Burgbergs umziehen konnten. Die geringe Ausstattung führte zu Schwierigkeiten, so dass sich die Mönche bei Hildegard von Bingen erkundigten, ob sie die Gründung überhaupt aufrechterhalten sollten, was diese befürwortete. Auch die politische Lage des Klosters war prekär, da die Gründung aus einem welfenfreundlichen Umfeld heraus erfolgte, die Otterburg aber fast vollständig von dem um Kaiserslautern liegenden Reichsland umgeben war.

### Ausbau
So wurde erst um 1168 mit dem Bau der Kirche im Tal begonnen, nachdem einige Zustiftungen die wirtschaftliche Situation des Klosters konsolidiert hatten. Im letzten Drittel des 12. Jahrhunderts setzte ein erheblicher wirtschaftlicher Aufschwung des Klosters ein, unterstützt durch Privilegien von Kaiser und Papst und Zuwendungen von Seiten des Adels. Die Urkunden über 21 solcher Schenkungen sind in der Zeit von 1207 bis 1250 erhalten.
Dies ermöglichte auch den Bau der mächtigen Klosterkirche. Um die Wende vom 12. zum 13. Jahrhundert wurde das Kloster von der Höhenburg ins Tal verlegt und das Material der Burg beim Bau des neuen Klosters zweitverwendet. Am 10. Mai 1254 weihte Auxiliarbischof Arnold von Semgallen die neue Klosterkirche. 1259 konnte das Kloster Disibodenberg als Tochterkloster gegründet werden.

Im Wirtschaftsleben des Klosters spielten Wald- und Fischwirtschaft im unmittelbaren Nahbereich von Otterberg und Kaiserslautern und der Weinbau im zweiten großen Besitzkomplex im südlichen Rheinhessen und der nördlichen Pfalz eine herausragende Rolle. In der Mitte des 13. Jahrhunderts hatte das Kloster Besitz an 70 Orten und Wirtschaftshöfe in Kaiserslautern (das „Steinerne Haus gegenüber der Kirche“ und der Ziegelhof, auch Altenhof), Worms, Speyer (ab 1319 bis 1530 – zeitweilig waren es hier vier Höfe), Bingen, Deidesheim und Mainz. Alle Grangien und die städtischen Wirtschaftshöfe des Klosters hatten jeweils eine Kapelle. Mit dem Beginn des 14. Jahrhunderts verpachtete das Kloster zunehmend Besitz und erwarb keine Höfe mehr, sondern eher Renten und andere Abgaben. Damit zeichnete sich eine Abkehr von der Eigenwirtschaft hin zur Geldwirtschaft ab. 
Der langjährig betriebene Versuch, das verlassene Nonnenkloster Ramsen zu inkorporieren scheiterte letztendlich 1482 am Generalkapitel und dem Widerstand der Grafen von Nassau-Saarbrücken.

### Niedergang
Mit der großen Pestwelle Mitte des 14. Jahrhunderts sanken Zahl und Wert der Schenkungen an das Kloster, das zunehmend in wirtschaftliche Schwierigkeiten und in die Abhängigkeit der Kurpfalz geriet, die 1331 die Schutzvogtei über die Abtei als Teil der vom Reich an die Kurpfalz verpfändeten Landvogtei im Speyergau erlangte. 1426 war das Kloster insolvent. Unter Vermittlung des Pfalzgrafen Ludwig III. versammelten sich in Neustadt 37 Gläubiger mit zum Teil sehr hohen Forderungen und einigten sich auf einen Vergleich, so dass eine Zwangsvollstreckung abgewendet werden konnte. Zwischen 1429 und 1487 war das Kloster – entgegen einer ordensrechtlichen Vorgabe – aus ökonomischen Gründen nicht mehr in der Lage, einen der Mönche zu einem Studium zu entsenden. Und 1429 hält eine Urkunde fest, dass das Kloster 15 wertvolle Bücher verpfändet hatte.
Sowohl im Landshuter Erbfolgekrieg 1504/05 als auch im Bauernkrieg 1525 erlitt das Kloster Verluste. Unter anderem plünderte und verwüstete der „Kolbenhaufen“ die Klosteranlage – die Mönche waren geflohen.

### Auflösung
Der evangelische Kurfürst Friedrich III. von der Pfalz stellte 1559 dem letzten Abt, Wendelin Merbot, das Ultimatum, entweder zur evangelischen Konfession zu konvertieren oder das Kloster zu räumen. Der Abt siedelte daraufhin 1561 unter Zusicherung einer Leibrente und der Ernennung zum kurpfälzischen Rat in den Otterberger Hof in Worms um und wird als Bürger der Stadt Worms aufgenommen. Weiterhin wohnten im Kloster drei Mönche und eine unbekannte Zahl von Konversen. Auch diese wurden mit Renten abgefunden und übernahmen Pfarrstellen in der Umgebung. Der letzte der Mönche verließ das Kloster im August 1562. Friedrich III. säkularisierte das Kloster spätestens 1563 und unterstellte es der Geistlichen Güteradministration in Heidelberg.
Nachdem Pfalzgraf Johann Casimir Glaubensflüchtlinge, Wallonen aus den spanischen Niederlanden, etwa 100 Familien, in Otterberg ansiedelte, wurden die Steine der Klostergebäude ab 1579 zum Bau der Wohnhäuser genutzt. Die Steine sind an ihren Steinmetzzeichen noch teilweise erkennbar.
Nach kurzer Blüte setzte der Dreißigjährige Krieg der Stadt schwer zu: 1622 wurde sie von Truppen der Katholischen Liga, 1631 von den protestantischen Schweden und 1635 erneut von der Liga eingenommen. Die Annahme, dass es während der katholischen Besetzungen einen – letztendlich vergeblichen – Versuch gegeben habe, das Zisterzienserkloster wieder zu errichten ist nicht belegbar.

## Kirchliche Einordnung
Die Abtei lag im Erzbistum Mainz, im Archidiakonat des Propstes von St. Viktor, Mainz, im Archipresbyteriat Kirchheim.

Die Reihe der Äbte des Klosters ist von den Anfängen an weitgehend überliefert. 
Der Abt von Otterberg führte zeitweilig die Aufsicht über das Prämonstratenserinnenstift Enkenbach und das Zisterzienserinnenkloster Kirschgarten bei Worms.

## Bauten

### Kapitelhaus

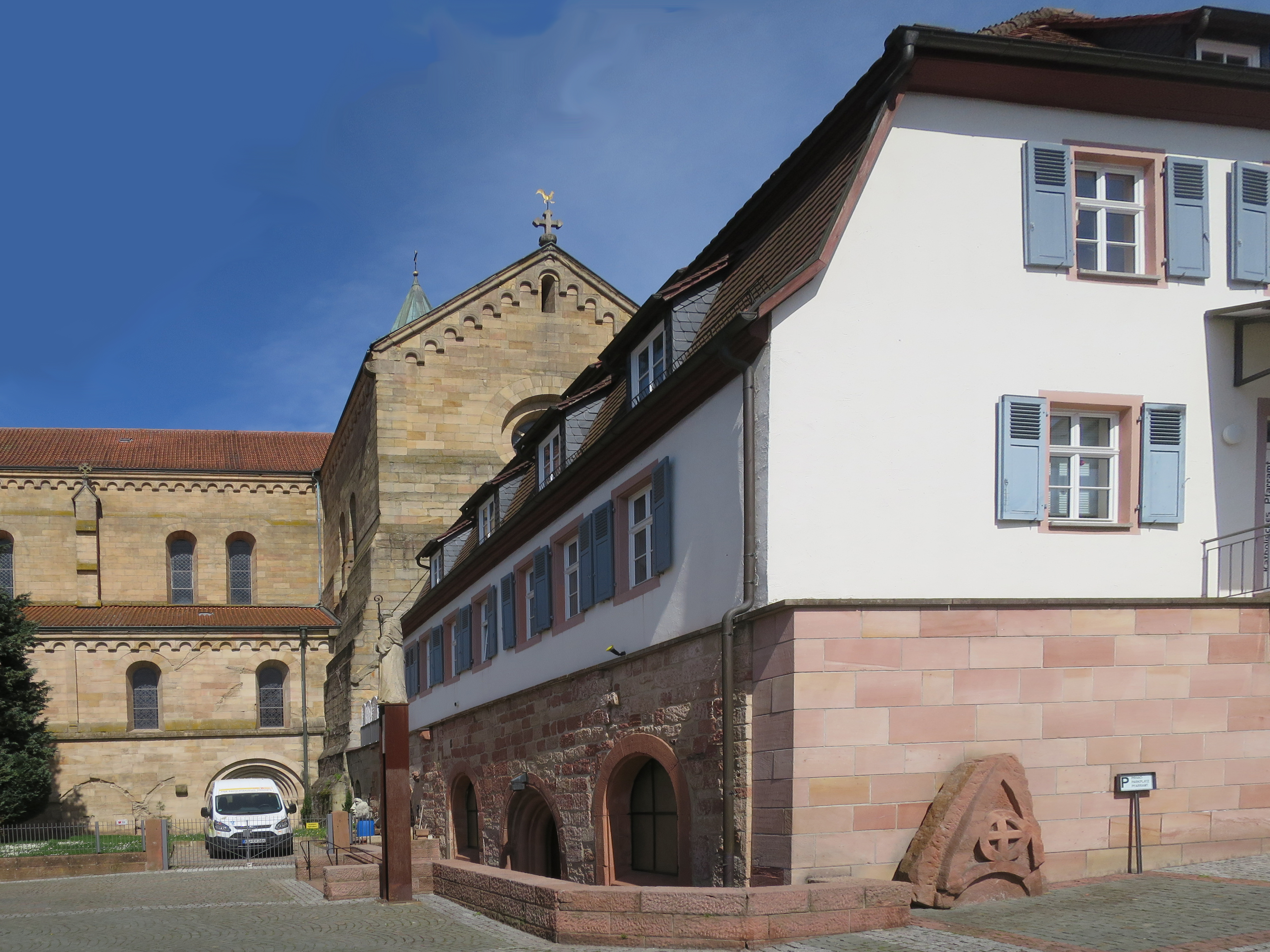
Barockes Pfarrhaus, aufgesetzt auf den romanischen Kapitelsaal

Vom Kloster ist neben der Abteikirche nur noch der Kapitelsaal unter Dach erhalten. Er wird auf die Wende vom 12. zum 13. Jahrhundert datiert und misst – mit Abweichungen von einigen Zentimetern – etwa 11 × 11 m, ist dreischiffig und mit 3×3 Jochen gestaltet. Die Bauplastik – Säulen, Basen und Kapitelle sind überwiegend erhalten. Die Tieflage des Bodens des Kapitelsaals unter dem heutigen Straßenniveau resultiert aus dem „aufwachsen“ des umgebenden Areals, durch Siedlungsabfälle.
Der Kapitelsaal diente bis in die 1920er Jahre als Keller des darauf errichteten Pfarrhauses der römisch-katholischen Gemeinde und war teilweise verfüllt. Nach einem Wechsel im Pfarramt 1924 begann der neue Pfarrer 1925 den Keller auszugraben und erkannte, dass es sich um den ehemaligen Kapitelsaal des Klosters handelte. Dabei kam auch die Grabplatte des vierten Abts des Klosters, Philipp I. (1195–1224, † 1225), zu Tage, der hier bestattet worden war. Der Saal wurde 1972 restauriert und wird heute von der Gemeinde als Versammlungsraum genutzt.

### Klausurgebäude
Die Klausurgebäude wurden bei der Nachnutzung der Anlage, als hier die Flüchtlinge untergebracht wurden, weitgehend abgetragen oder in neue Gebäude integriert. Schriftliche Nachrichten zu den Klausurgebäuden gibt es nicht, archäologische Untersuchungen liegen nur punktuell vor.

### Kreuzgang
Der Kreuzgang lag vor dem südlichen Seitenschiff der Abteikirche. Hier sind dessen Gewölbeansätze noch sichtbar. Die Anlage ist ebenfalls nicht mehr erhalten. Aufgrund archäologischer Untersuchungen sind die Maße des Kreuzgangs mit 38,7 × 44,0 m bei einer Breite von 4 m aber bekannt.

### „Alte Abtei“
Die „Alte Abtei“ war ein repräsentatives Gebäude, von dem verhältnismäßig viel aufgehendes – vor allem gotisches – Mauerwerk erhalten ist. Es befand sich im südlichen Flügel der Klostergebäude. Vielleicht handelte es sich um die Abts-Wohnung. Nach zwischenzeitlicher Nutzung als Scheune wurde es 2009 bis 2012 zum Pfarrheim der römisch-katholischen Gemeinde umgebaut, wobei das Bauwerk auch archäologisch untersucht wurde. Dabei kamen die Fundamente des romanischen Vorgängerbaus zu Tage.

### Wasserversorgung
Das Brauchwasser – insbesondere für die Mühle – lieferte überwiegend der Otterbach, der nördlich des Klosters angestaut wurde. In diesen Mühlteich floss auch der Schellenbach ein. Das Trinkwasser kam aus einer der zahlreichen Quellen am Fuß des Schlossbergs. Es wurde von dort mit einer hölzernen Wasserleitung, deren älteste erhaltene Abschnitte – dendrochronologisch datiert – von 1168 stammen, unter der Klosterkirche hindurch in die Klausur. Wo genau die Leitung ursprünglich endete, ist nicht bekannt.

### Umfassungsmauer und Tore
Die Mauer der Abtei umschloss den engeren Klosterbereich. Sie verlief im Westen entlang der heutigen Fabrikstraße zwischen der Johannisstraße im Norden und Grafenthaler Bach, an dessen Nordufer sie sich nach Osten bis zur Lauterer Straße zog. Nord- und Ostmauer verliefen entlang der Johannisstraße und in deren Fortsetzung, der Lauterer Straße. Die Mauer war etwa einen Kilometer lang und umfasste ein Gebiet von etwa 6,2 Hektar.
Das ältere Haupttor befand sich im Norden, ein zweites wurde nachträglich im Süden angelegt, das vor allem als Zugang zu den landwirtschaftlich genutzten Flächen diente.
Nach Ansiedlung der wallonischen Flüchtlinge wurde aus der ehemaligen Klostermauer die Stadtmauer von Otterberg. Noch bei der Katasteraufnahme 1823 war sie vollständig erhalten. Heute ist sie noch abschnittsweise erhalten oder der Verlauf ist im Ortsbild erkennbar.